# تشارلز إموري باتون
تشارلز إموري باتون هو سياسي أمريكي، ولد في 5 يوليو 1859 في كورونسفيل في الولايات المتحدة، وتوفي في 15 ديسمبر 1937 في ويست غروف في الولايات المتحدة. نشط حزبياً في الحزب الجمهوري. وقد انتخب عضو مجلس النواب الأمريكي ‏ (4 مارس 1911 – 3 مارس 1915).